# Ескіо-Іцасо
Ескіо-Іцасо, Ескіога-Ічасо (баск. Ezkio-Itsaso (офіційна назва), ісп. Ezquioga-Ichaso) — муніципалітет в Іспанії, у складі автономної спільноти Країна Басків, у провінції Гіпускоа. Населення — 589 осіб (2009).
Муніципалітет розташований на відстані близько 320 км на північ від Мадрида, 35 км на південний захід від Сан-Себастьяна.
На території муніципалітету розташовані такі населені пункти: (дані про населення за 2009 рік)
- Іцасо-Алегія: 52 особи
- Ескіо: 149 осіб
- Іцасо: 106 осіб
- Мачимента: 9 осіб
- Мандубія: 6 осіб
- Санта-Луці-Андуага: 267 осіб

## Демографія
Динаміка населення (INE ):

## Галерея зображень

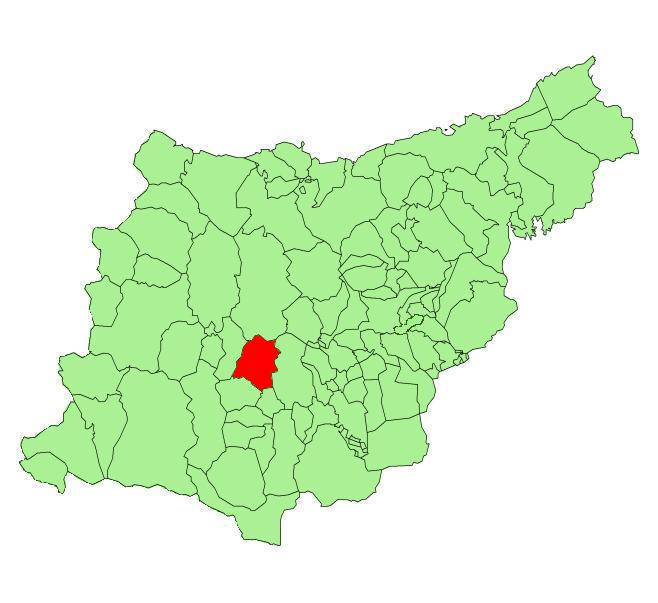
Розташування муніципалітету